# Isla Canguro
La isla Canguro (del inglés: Kangaroo Island) es la tercera isla más grande de Australia, después de la isla de Tasmania y de la isla de Melville. Está a 112 km al sudoeste de Adelaida (Australia), en la entrada del golfo de San Vicente. Su punto más cercano al continente, está a 13 km de cabo Jervis, en la punta de la península de Fleurieu, en el estado de Australia Meridional. La isla tiene 150 km de largo y entre 900 m y 57 km de ancho; comprende una superficie de 4405 km² y tiene 540 km de costa, siendo su punto más alto Prospect Hill, con 307 m. Está separada de la península de Yorke, al noroeste, por las aguas del estrecho del Investigator y de cabo Jervis, al norte, por el pasaje Backstairs.

## Historia
La isla Canguro se separó del continente de Australia por el aumento del nivel del mar hace casi 9000 años. Las herramientas de piedra encontradas sugieren que los aborígenes australianos ocuparon esta tierra hace al menos 11 000 años, se supone que desaparecieron en el año 200 a. C.. Las posibles causas de esta desaparición incluyen las enfermedades y la endogamia, la guerra, el cambio climático o el éxodo.
En 1802, el explorador británico Matthew Flinders la llamó "Kanguroo Island", después de desembarcar desde Kangaroo Head en la costa norte de la península de Dudley. Fue seguido de cerca por el explorador francés Nicolas Baudin, quien mientras tanto la llamará Decres en homenaje a Denis Decrés. A pesar del estado de guerra entre Francia e Inglaterra, la reunión fue amigable. Nicolas Baudin cartografió completamente la isla Canguro, lo que explica algunos nombres franceses como cabo Couedic o barranco de Casoars.
Una comunidad no oficial de marineros y demás personas se estableció en la isla desde 1802 hasta el momento en que se formó el asentamiento oficial del Sur de Australia en 1836. Este grupo estaba conformado por los propios marineros, hombres rudos, y un buen número de mujeres aborígenes raptadas que procedían de Tasmania y de la tierra firme del sur del país.
La ciudad más grande de la Isla Canguro es Kingscote, que fue fundada originariamente el 27 de julio de 1836, y que fue el primer asentamiento europeo en Australia del Sur.
Más tarde se sugirió que Kingscote podría servir como la capital de Australia Meridional, pero los recursos de la isla no eran suficientes para dar cabida a esta gran comunidad, siendo elegida entonces Adelaida.
Penneshaw, la segunda ciudad más grande de la isla Canguro, tiene una población de alrededor de 300 hab. y está situada en el extremo norte de la península de Dudley, en el extremo oriental de la isla.

## Población y economía

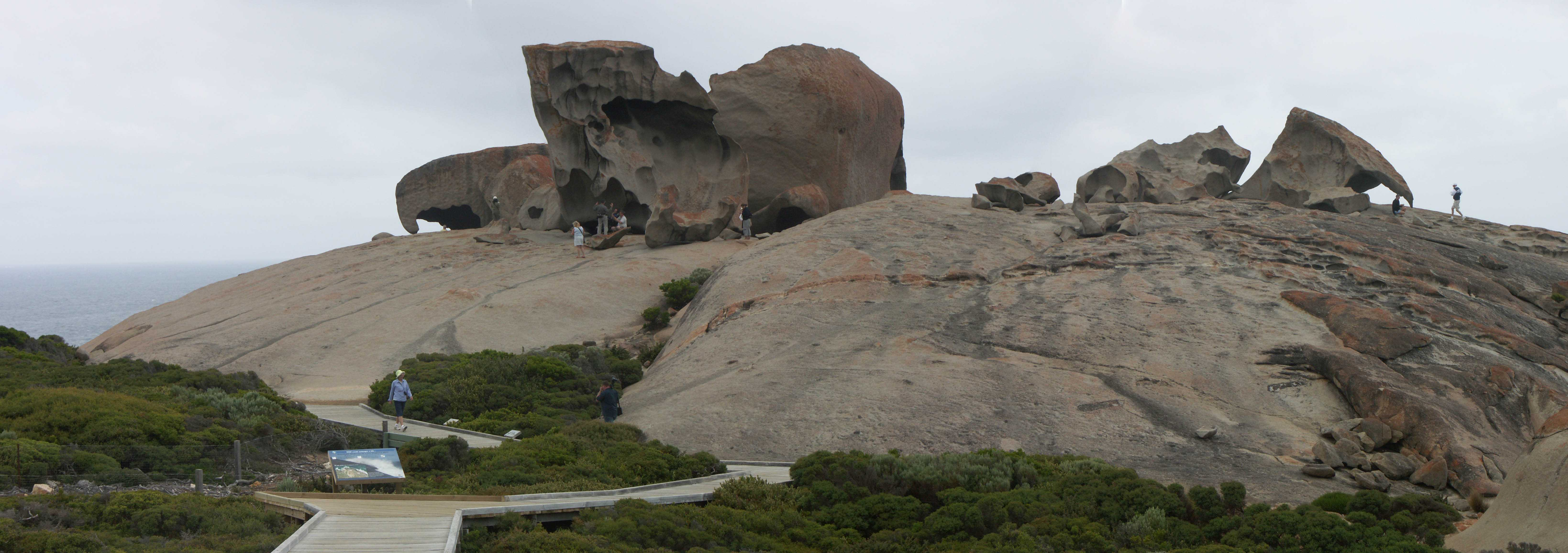
Rocas notables en la Isla Canguro

Según el censo de 2016, la isla tiene una población de 4702 habitantes.
El crecimiento poblacional ha disminuido en los últimos años, siendo el atractivo que supone el continente para los adultos jóvenes el factor clave. La información del censo indica que el número de residentes cuya edad es mayor a los 55 años, se ha incrementado desde un 24.1 % en 2001 a un 29.8 % en 2006.
Su economía es principalmente la agricultura (vino, miel, carne y granos). Tradicionalmente, el pastoreo de ovejas fue un elemento clave en la isla. Con todo, en los últimos tiempos, se introdujeron cultivos más diversos, como las patatas y la colza. La ganadería también creció, con ganado de carne de buena calidad. El turismo y la pesca también juegan un papel importante, la isla recibe más de 186 000 visitantes por año, y algunas de las mejores langostas se obtienen en la escarpada costa sur de la isla.
La Isla de los Canguros posee asimismo la única destilería de aceite de eucalipto del Sur de Australia, el cual procede de la especie endémica Eucalyptus cneorifolia.
Hay 28 viñedos en isla de los Canguros. El primero fue plantado en Eastern Cove en 1976 y el primer vino fue producido en 1982. Fue mezclado con el vino Tolley Barossa. El viñedo Florance se estableció bajo supervisión de B. Hayes de Eastern Cove, quien produjo su primer vino –Eastern Cove Cygnet– y lo introdujo en la Universidad de Australia Meridional en 1990. El vino portaba la denominación de origen de Isla de los Canguros como el primer vino completamente autóctono.
La isla es famosa por su miel y por ser el santuario más antiguo de abejas del mundo. Las abejas de Liguria fueron importadas de la región italiana de Liguria en 1881, y esta isla tiene ahora la única cepa pura del mundo. Como consecuencia, la importación de abejas de miel a la isla de Kangaroo está prohibida.

## Vida silvestre y su protección

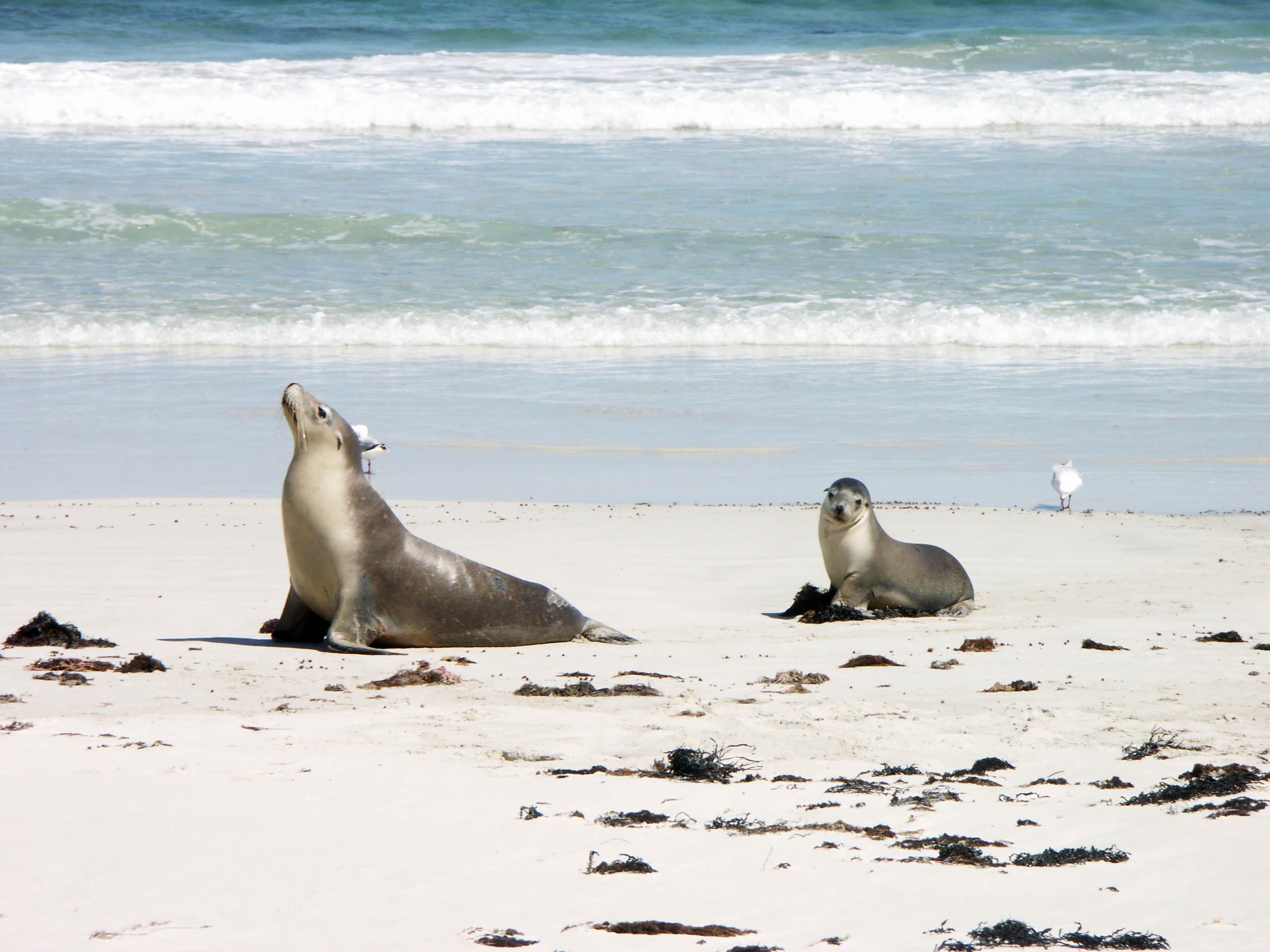
Bahía Seal, Leones marinos

Un tercio de la isla está declarado parque nacional o zona protegida. Las principales áreas protegidas son:
- Parque Nacional Flinders Chase.
- Parque de conservación de Bahía Seal.
- Parque de conservación de Cabo Gantheaume.
- Área de Protección Cabo Bouguer Wilderness.
- Área de Protección Barranco de Casoars Wilderness.

Debido a su aislamiento de Australia continental, están ausentes los zorros y conejos y se les prohíbe entrar en la isla. Es obligatorio el registro con microchip de los gatos.